# ویرجینیا تو وگاس
ویرجینیا تو وگاس (انگلیسی: Virginia to Vegas؛ زادهٔ ۳۱ ژانویهٔ ۱۹۹۰) یک خواننده و ترانه‌سرای کانادایی آمریکایی-الاصل است. وی از سال ۲۰۱۳ میلادی تاکنون مشغول فعالیت بوده‌است. مشهورترین ترانه وی ما ستاره‌ایم است که در ژانویه ۲۰۱۴ منتشر شد و در چارت کانادا به ۱۴ رسید.